# Borgo Pistoni
La Pistone Borgo (inizialmente promossa come  The Borgo Piston) è stata una azienda meccanica Italiana nel settore motoristico.
Ha avuto diversi loghi; il primo, era costituito semplicemente dalla forma stilizzata di un pistone. Quindi il logo, sostituito alla prima O della parola Borgo, fu costituito da un pistone circondato da una corona d'alloro. Dopo l'acquisizione da parte della Associated Engineering, il logo fu costituito dalle lettere AE maiuscole e collegate fra loro.

## Storia
Fondata a Torino, nasce dall'esperienza pionieristica nella costruzione di pistoni in lega leggera impiegati fin dal 1911 sulle Motoborgo, la cui produzione iniziò nel 1906 per iniziativa di Edmondo Michele, Carlo e Alberto Borgo.
La ditta è stata dapprima fusa con la Associated Engineering nel 1961 (divenendo AE Borgo e - nel 1969 - Associated Engineering Italy s.p.a.), successivamente acquistata da una multinazionale nel 1988, per poi chiudere definitivamente nel 2006.
L'obiettivo dell'azienda fu fin dall'inizio quella di produrre pistoni per motori che, per caratteristiche e qualità, fossero superiori a quelli utilizzati come primo equipaggiamento.
Già negli anni trenta, per sistema produttivo, era all'avanguardia, essendo dotata di macchine per prove sui materiali, per prove di usura, prove di durezza rockwell ed allo strappo. Per i clienti che lo desideravano, era presente un settore dove i cilindri venivano rettificati in modo da essere perfettamente aderenti ai pistoni della stessa Borgo
Per questo motivo, soprattutto negli anni sessanta e settanta, assieme alle concorrenti Pistoni Asso, Mondial, Mahel Nova e Vertex, sfornò prodotti utilizzati dai meccanici in caso di sostituzione dei pistoni per problemi meccanici o - semplicemente - per incrementare le prestazioni del motore.
I pistoni vennero prodotti ed utilizzati soprattutto su vetture sportive quali Alfa Romeo e Lancia, ma anche su vetture quali FIAT e Peugeot.
Ampia fu anche la produzione motociclistica e per gli scooter.
La Borgo, nel corso della propria esistenza, prestò estrema attenzione ai mercati esteri, depositando molti brevetti in altri paesi. Oggi non vi sono più distributori ed i brevetti sono scaduti.
Lentamente, oltre alle case motociclistiche, che già ne facevano uso sia in competizione che per alcuni modelli di punta, anche alcune case automobilistiche si resero conto dell'opportunità di montare direttamente tali pistoni, sia su veicoli da competizione che su veicoli destinati a produzioni limitate. Le prime a farlo furono case quali Lamborghini e Ferrari.
Ciò avvenne nel periodo in cui la Borgo fu acquisita dalla AE Associated Engineering, nel 1961. Proprio - come AE Borgo vennero pubblicizzati i primi pistoni direttamente di primo equipaggiamento per Ferrari; rendendosi peraltro conto la stessa Ferrari della qualità di tali prodotti già negli anni cinquanta, al punto che, nel 1958, sulla 250 GT Competizione Berlinetta, li aveva sostituiti a quelli forniti dalla Mondial. In relazione alle forniture di primo equipaggiamento per vetture non sportive, la FIAT fu fra le prime case a montare direttamente i pistoni Borgo su alcune vetture di serie; si trattò di macchine destinate all'esportazione verso l'America del Nord.
La MV Agusta dotò la propria 750 America (prodotta nel 1975 e 1976) di pistoni della Borgo direttamente come primo equipaggiamento. Lo stesso fece la Ducati, sulla 850 GT, la 900 Super Sport ed altri modelli del 1975.
La Borgo fu il produttore ufficiale per pistoni da corsa montati da piloti ufficiali e non. Negli anni cinquanta, a testimonianza dell'efficacia del prodotto, la Borgo pubblicò una serie di poster con la copia dei ringraziamenti dei vari piloti da corsa. Nel motomondiale 1955 la MV Agusta fu campione mondiale classe 250 con Bill Lomas e classe 125 con Carlo Ubbiali, sponsorizzata dalla Borgo. Nel 1956 la Ducati 100 Sport e 125 Sport rispettivamente prima e seconda al Giro motociclistico d'Italia erano equipaggiate Borgo. L'azienda seppe sfruttare queste occasioni per promuovere i propri prodotti anche ad uso quotidiano.

### Il declino e la chiusura
Negli anni sessanta, per rispondere agli incrementati bisogni produttivi, la Borgo Pistoni aveva voluto progettare e realizzare, nel giro di tre anni, un nuovo stabilimento produttivo in via Valdellatore, nel comune di Alpignano.
Il grande polo produttivo, inaugurato nel 1963, risultò però sovradimensionato già dagli anni settanta, al punto da obbligare la AE Borgo a condividerlo con altri produttori. La produzione della stessa Borgo andò scemando drasticamente in tale decennio, allorché le case produttrici si rivolsero ad altri fornitori per i veicoli da competizione. Contemporaneamente, si ebbero due fenomeni; da una parte, una migliore qualità dei pistoni di primo equipaggiamento; dall'altra l'utilizzo sempre più consumistico dei veicoli. I motori duravano di più e le auto venivano comunque demolite e sostituite, e non più riparate, in caso di rottura o dopo un certo chilometraggio. Infine, la moda della preparazione dei veicoli era fortemente diminuita. Tutto ciò fece crollare la richiesta di pistoni del tipo prodotto dalla AE Borgo.
Nel 1988, l'intero complesso produttivo fu ceduto, e la stessa AE Borgo Pistoni (oramai già Associated Engineering Italy s.p.a.) venne acquisita dalla statunitense Federal Mogul, che prese possesso dell'area produttiva insediandovi la Federal Mogul Powertrain, una realtà per la progettazione e realizzazione di componenti per l'equipaggiamento delle trasmissioni, oltre a prodotti per sistemi di protezione dedicati alle applicazioni automobilistiche. Ogni attività relativa alla progettazione e allo stampaggio dei pistoni era stata ormai dismessa.
Nel 2006 anche la Federal Mogul cessò ogni attività presso lo stabilimento di Alpignano, che venne abbandonato e successivamente demolito, per insediarvi nuove realtà produttive.

## Presenza di amianto
È stata accertata da Arpa - attraverso dei carotaggi profondi - una vasta presenza di amianto nei terreni situati presso l`ex stabilimento di Alpignano; l'amianto, proveniente dai filtri e dai forni della ghisa, dovuto alla lavorazione delle mole, alla sbavatura, viene collegato ad una serie di morti per patologie tumorali dei lavoratori, sulle quali la magistratura sta indagando.